# Melinoessa fulvescens
Timana fulvescens là một loài bướm đêm trong họ Geometridae.